# Didjob Divungi Di Ndinge
Didjob Divungi Di Ndinge (Alombié, 5 de maio de 1946) é um político gabonês. Foi o 3º presidente do Gabão de 8 de Junho de 2009 até o dia 10 de Junho de 2009 . Nascido na África Equatorial Francesa.
É membro do povo Punu.